# Ebru Aytemur
Ebru Aytemur (Istanbul, 25 aprile 1988) è un'attrice turca, nota per aver interpretato il ruolo di Nihal Çimen nella serie Terra amara (Bir Zamanlar Çukurova).

## Biografia
Ebru Aytemur è nata il 25 aprile 1988 a Istanbul (Turchia), e ha due fratelli maggiori: uno dei quali è un architetto e ingegnere. In un discorso tenuto dall'attrice stessa: ha dichiarato di aver capito che stava lavorando nel campo delle risorse umane ma che questo lavoro non faceva per lei.

## Carriera
Ebru Aytemur nel 2009 si è laureata presso il dipartimento di economia della Bursa Uludag University. Dopo la laurea ha studiato dizione e recitazione presso l'accademia delle scienze della comunicazione di Başkent. Nel 2010 ha fatto la sua prima apparizione come attrice nella serie Adanali. L'anno successivo, nel 2011, ha interpretato il ruolo di Melis nella serie Kanit. Nel 2012 e nel 2013 è entrata a far parte del cast della serie Ekip 1: Nizama Adanmis Ruhlar, nel ruolo di Elif.
Nel 2015 ha ricoperto il ruolo di Ebru nella serie Beyaz Yalan. L'anno successivo, nel 2016, ha preso parte al cast della serie Kanit: Ates Ustunde, nel ruolo di Melis. Nello stesso anno ha interpretato il ruolo di Zada nel film Kirintilar diretto da Miraç Kazanci. Nel 2018 ha recitato nella serie Babamin Günahlari.
Dal 2018 al 2020 è stata scelta per interpretare il ruolo di Nihal Çimen nella serie in onda su ATV Terra amara (Bir Zamanlar Çukurova) e dove ha recitato insieme ad attori come Hilal Altınbilek, Vahide Perçin, Murat Ünalmış e Kadim Yaşar. Nel 2021 ha interpretato il ruolo di Ferda nella serie Fandom. Nel 2022 e nel 2023 ha interpretato il ruolo di Melek Sürmeli nella serie in onda su Fox Hayatımın Şansı.

## Filmografia

### Cinema
- Kirintilar, regia di Miraç Kazanci (2016)

### Televisione
- Adanali – serie TV, 4 episodi (2010)
- Kanit – serie TV, 1 episodio (2011)
- Ekip 1: Nizama Adanmis Ruhlar – serie TV, 33 episodi (2012-2013)
- Beyaz Yalan – serie TV, 6 episodi (2015)
- Kanit: Ates Ustunde – serie TV, 8 episodi (2016)
- Babamin Günahlari – serie TV, 1 episodio (2018)
- Terra amara (Bir Zamanlar Çukurova) – serie TV, 61 episodi (2018-2020)
- Fandom – serie TV, 3 episodi (2021)
- Hayatımın Şansı – serie TV, 9 episodi (2022-2023)
- Yabani - Alev (2024-2025)

## Doppiatrici italiane
Nelle versioni in italiano dei suoi film e delle sue serie TV, Ebru Aytemur è stata doppiata da:
- Monica Migliori[21] in Terra amara[22]